# 1-й Верхний переулок (Санкт-Петербург)
1-й Ве́рхний переулок — меридиональный переулок в нежилой зоне Парнас Выборгского административного района Санкт-Петербурга. Проходит от Верхней улицы до 5-го Верхнего переулка, севернее которого переходит в проспект Культуры.

## История
Переулок получил название 4 июля 1977 года наряду со 2—6-м Верхними переулками в нежилой зоне Парнас. До этого носил неофициальное название 1-й проезд.
В начале переулка, на угловом участке № 2 у пересечения с Верхней улицей, находится здание, хорошо видимое с Бугровского путепровода и градостроительно закрепляющее восточную границу промзоны «Парнас» — складской комплекс объединения «Книгоэкспорт», введенный в эксплуатацию в 1989 году. Впоследствии стал назваться «Транспортно-логистический терминал „Союзинтеркнига“» и помимо коммерческой составляющей, обеспечивает также работу Северного таможенного поста Санкт-Петербургской таможни, созданного в 1996 году. Строительство сооружений таможенного контроля на территории терминала завершилось только в 2004 году.

## Пересечения
С юга на север (по увеличению нумерации зданий) 1-й Верхний переулок пересекают следующие улицы:
- Верхняя улица — 1-й Верхний переулок примыкает к ней;
- съезд на проспект Культуры — примыкание;
- проезд, переходящий[уточнить] в Шоссейную улицу посёлка Бугры — примыкание;
- 5-й Верхний переулок — примыкание с переходом 1-го Верхнего переулка в проспект Культуры.

## Транспорт
Ближайшие к 1-му Верхнему переулку станции метро — «Парнас» (около 2,7 км по прямой от конца переулка) и «Проспект Просвещения» (около 2,7 км по прямой от начала переулка) 2-й (Московско-Петроградской) линии, а также «Гражданский проспект» 1-й (Кировско-Выборгской) линии (около 3,0 км по прямой то начала переулка).
По 1-му Верхнему переулку проходят маршруты городских автобусов № 99, 139, 247 и 399, а также маршруты пригородных автобусов № 413, 441 и 885.
На расстоянии около 1,1 км по Верхней улице от начала переулка находится грузовая железнодорожная станция Парнас.

## Общественно значимые объекты
- транспортно-логистический терминал «Союзинтеркнига» (у примыкания к Верхней улице) — дом 2, литера А;
- склад «Балтийской газовой компании» — дом 10, корпус 3, литера А;
- ООО «Петрохимоптторг» — дом 10, корпус 3.[уточнить]